# Capasa instabilata
Capasa instabilata är en fjärilsart som beskrevs av Walker 1862. Capasa instabilata ingår i släktet Capasa och familjen mätare. Inga underarter finns listade i Catalogue of Life.